# Austrochaperina basipalmata
Austrochaperina basipalmata é uma espécie de anfíbio da família Microhylidae.
Pode ser encontrada nos seguintes países: Indonésia e Papua-Nova Guiné.
Os seus habitats naturais são: florestas subtropicais ou tropicais húmidas de baixa altitude e rios.